# 大阪維新の会
大阪維新の会（おおさかいしんのかい、英語: Osaka Restoration Association / One Osaka）は、大阪府の地域政党（政治団体）。国政政党・日本維新の会の母体でもあり、同政党の大阪府総支部でもある。
略称は「維新」、「大阪維新」。
大阪府内の18の地方議会において与党会派であり、大阪府議会および大阪市会では単独与党会派である。

## 概要
2010年当時の自由民主党大阪府連所属の地方議員らには、大阪府知事橋下徹に対する支持派と反対派がいた。府庁舎の移転を巡る知事と府議会の対立が決定的となり、知事支持派は大阪府議会に別の自民党系会派「自由民主党・維新の会」を結成した。そして、橋下府知事と、自由民主党を離党した大阪府議・大阪市議・堺市議らによって2010年4月19日に「大阪維新の会」が結成された。設立時点は、橋下知事の政策を支持する府議24人、大阪市議1人、堺市議5人の計30人だけであったが、設立半年以内に自民党や民主党の多くの議員が次々と参加した。同年9月17日、自民党大阪府連は自民党籍のまま維新の会に参加していた議員39人に離党勧告を行った。翌2011年4月の第17回統一地方選挙にて、同会は大阪府議会の過半数を獲得、大阪市議会と堺市議会でも議席数を大きく伸ばしたことで、結成一年で3箇所の府内の地方議会で第一党となった。
2022年5月現在の代表は大阪府知事の吉村洋文。大阪府議会・大阪市会・堺市議会・ 箕面市・八尾市・茨木市・交野市・大東市・柏原市・泉南市・和泉市・阪南市・泉佐野市・河内長野市・大阪狭山市・羽曳野市・藤井寺市・豊能町と18の議会において議会第一党であり、大阪府議会と大阪市会では単独過半数を確保している。また、首長において、大阪府知事・大阪市長・堺市長・枚方市長・守口市長・門真市長・八尾市長・柏原市長・池田市長・羽曳野市長・高石市長・岸和田市長・貝塚市長・泉南市長・阪南市長 ・豊能町長・太子町長 ・熊取町長・忠岡町長も所属している。

## 党史
- 2009年（平成21年）
  - 4月24日 - 前月に橋下知事の提唱した大阪ワールドトレードセンタービルディングへの府庁移転条例案が否決されたことを受け、移転賛成派の松井一郎大阪府議（後の大阪府知事）が呼びかけ人となり、大阪維新の会の前身となる府議会の新会派「自由民主党・維新の会」を結成。自民党会派から離脱する[15]。会派結成時の参加府議は松井一郎、青野剛暁、井上哲也、今井豊、浦野靖人、鈴木憲の6名[16]。
- 2010年（平成22年）
  - 4月1日 - 「自由民主党・維新の会」「自由民主党・ローカルパーティー」「ひとつの大阪」ら自民党の3会派が合流し、大阪府議会の会派「大阪維新の会大阪府議会議員団」となる（但し、この時点では参加議員のほとんどが自民党員）。会派結成時参加議員22名。
  - 4月19日 - 大阪府選挙管理委員会に政治団体「大阪維新の会」として届け出をし、団体結成。団体結成時参加議員30名。
  - 5月12日 - 自民党の堺市市議1名が離党して、大阪維新の会に参加（同市議会では6名に）。自民党を離党までして参加した議員は初めてのこと[17]。
  - 5月23日 - 大阪市議補欠選挙（福島区選挙区）で、擁立した新人の広田和美が、民主党公認候補・自民党公認候補・共産党公認候補を含む4候補を破って、大差で初当選[18]。政党としても、初の選挙で勝利。
  - 7月11日 - 大阪市議補欠選挙（生野区選挙区）で、擁立した角谷庄一が、民主党公認候補・共産党公認候補を含む4候補を破って初当選。
  - 7月20日 - 自民党府連は党紀委員会で、維新の会に参加している党員に対立候補支援の反党行為として、離党勧告や除名などの処分をすることを決めた。
  - 9月12日 - 自民党府連は自民党員の状態のまま維新の会に参加した40人に反党行為の廉で離党勧告し、勧告を受け入れない場合は除名処分にする旨を決定[19]。
  - 9月26日 - 上記決定に対して、自民党に所属していた45人が離党。
- 2011年（平成23年）
  - 4月10日 - 第17回統一地方選挙（大阪維新の会の呼称は「大阪春の陣」）の前半戦において、大阪府議会において戦後初の選挙直後の過半数制覇・及び大阪市会と堺市議会の第1党の地位を獲得。
  - 4月24日 - 第17回統一地方選挙（大阪維新の会の呼称は「大阪春の陣」）の後半戦において、吹田市長選挙で公認候補の井上哲也（その後2012年10月31日に離党[20]）が、4選を目指した現職の阪口善雄を破って当選。同党初[注 3]の首長選挙当選。
  - 5月 - 大阪府議会では同党から浅田均を、大阪市会では同党から大内啓治を、堺市議会では同党から馬場伸幸を、それぞれ議長に選出した。大阪府、大阪市、堺市の3議長を独占。
  - 8月7日 - 守口市長選挙では同党推薦の西端勝樹が、民主党・自民党・公明党・共産党・社民党が推薦する前教育長の藤川博史を破って当選[21]。
  - 9月20日 - 5月から空席になっていた大阪府議会の副議長について同党から横倉廉幸を選出。大阪府議会正副議長を独占。
  - 11月27日 - 大阪府知事選挙・大阪市長選挙のダブル選挙（大阪維新の会の呼称は「大阪秋の陣」）では党幹事長の松井一郎が大阪府知事に、党代表の橋下徹が大阪市長に、それぞれ初当選した。
- 2012年（平成24年）
  - 2月23日 - 橋下市長が内部告発や職務上の課題を受け付けるために市職員に公開してるメールに、維新の会議員が内容を言わず呼びつけ、支持者を連れてきて（議員の力を借りて）詰問や露骨な要求を無理強いしてくることが多くなった、与党なのでむげに断れないと市職員が報告。これを受け、橋下市長はすぐに謝罪のメールを返し「議員の態度振る舞いについては申し訳ない。代表として維新の会に伝えます」とし、24日に全所属議員を緊急招集し注意喚起する方針を決めた[22]。
  - 4月8日 - 茨木市長選挙では大阪維新の会いばらき支部、みんなの党大阪府第9区支部推薦の木本保平が他3人の新人候補を破って当選。
  - 4月24日 - 橋下と松井は都内のホテルで安倍晋三と会談。9月の自民党総裁選出馬の意欲を示し、党内の求心力を高めたいと願う安倍と、「保守勢力の結集」を掲げる松井ら幹部との間で利害が一致。両者の接触が深まる[23][24]。
  - 5月18日 - 大阪府議会で浅田均が慣例である議長任期1年を破る形で、府議会で46年ぶりの議長の続投。副議長の横倉廉幸は慣例である議長任期1年により辞任。
  - 7月1日 - 羽曳野市長選挙では大阪維新の会羽曳野支部推薦の麻野佳秀が民主・自民推薦で現職の北川嗣雄に敗れる。維新の会系候補初の府内の首長選落選。
  - 8月12日 - 箕面市議会議員選挙で4名公認・3名推薦し、公認4名・推薦2名が当選した。
  - 8月15日 - 橋下が安倍晋三に新党参加を要請したことがメディアで報じられた[24]。
  - 9月28日 - 大阪維新の会を母体とした国政政党日本維新の会が結成された。
- 2013年（平成25年）
  - 1月20日 - 四條畷市市長選挙で、大阪維新の会四條畷支部の推薦を受けた土井一憲が当選した。
    - 土井は独自の政治団体の「大阪維新の会四條畷」から立候補した。一方、対立候補の三ツ川敏雄は「四條畷維新良政会」から推薦を受けた。この「大阪維新の会四條畷支部」「大阪維新の会四條畷」「四條畷維新良政会」はそれぞれ別物であるという複雑さであった。「四條畷維新良政会」はかつては「四條畷維新の会」と名乗っており、土井の前任の四條畷市長田中夏木が市長時代に設立した地域政党である。

  - 8月19日 - これまで国会議員の所属を認めていなかった党規約を改定し、日本維新の会に所属する国会議員であれば大阪維新の会への参加が可能となった[25]。
  - 9月26日 - 大阪市議会議長美延映夫（大阪維新の会）が、自らの政治資金パーティーで地元の市立高校の吹奏楽部を招き演奏させていた問題で、市議会において議長の不信任決議を受けた[26]。当初は美延は議長続投の決意を示していたが、周囲の反発を受けてそれを断念、12月13日の市議会会期末をもって議長を辞任することになった。
  - 9月29日 - 堺市市長選挙では、大阪維新の会の西林克敏元堺市議を擁立した。党代表の橋下徹はこの選挙戦を「負けられない大戦（おおいくさ）」と称し、大阪維新の会の総力を挙げた戦いと位置づけた。これには、大阪維新の会が推進する大阪都構想にとって、大阪府内第2位の都市であり、大阪市と並ぶ政令指定都市である堺市の動向が同構想の死命を制すると考えられたからである。しかし、選挙の結果、反「大阪維新」の立場を明確にした現職の竹山修身に57,862票の大差をつけられ、敗北を喫した。大阪維新の会の結党以来、自党の公認候補が大阪府内の首長選挙で敗北するのは初めてであった。
    - この選挙戦に大阪維新の会が参戦すると決定した際、大阪維新の会の村田卓郎（2011年大阪市会議員選挙における大阪維新の会公認候補者（落選）[27]）は自分のツイッターで「選挙突入後、橋下市長が堺東駅前あたりで3回ぐらい街頭演説すれば、どんなチンパンジー候補を立ててもWスコアで楽勝する」と豪語していた[28]。

  - 11月24日 - 岸和田市市長選挙では、日本維新の会衆議院議員（大阪18区）の秘書の経歴をもつ原田栄夫が立候補したものの、原田が堺での敗北を受けて大阪維新の会に対して公認や推薦を求めない方針であることを受けて大阪維新の会と日本維新の会は原田を公認せず、また党代表の橋下徹や幹事長の松井一郎も原田の応援に入らず、政党色を薄めた。ただし、大阪維新の会は選挙戦最終盤で「自主的支援」にまわり、党所属議員を原田の応援に入らせた。それに対し、対立候補の前岸和田市議会議員の信貴芳則陣営は、原田を「隠れ維新」と批判した。選挙の結果、約1.5倍の得票差をつけて信貴が当選、原田は敗北した。
    - この選挙結果について、大阪維新の会幹事長の松井一郎大阪府知事は「（この選挙は堺市長選とは）まったくちがう。維新として（岸和田市長選を）やったわけではない」と述べた[29]。

  - 12月16日 - 大阪維新の会幹事長の松井一郎大阪府知事が、泉北高速鉄道などを運営する第三セクターの大阪府都市開発をアメリカの投資ファンドに売却する議案を大阪府議会に提出したものの、与党の大阪維新の会の議員のうち4名が造反し、反対に回ることによって議案が否決された。知事提出議案が府議会で否決されるのは、2011年に大阪維新の会が大阪府議会で過半数を得て以来初めてのことである。それにともない、大阪維新の会はこの4名の議員を除団（除名）処分とした。この結果、大阪維新の会はそれまで保っていた大阪府議会の過半数を失うこととなった。
  - 12月17日 - 大阪維新の会の美延映夫が大阪市会議長を辞任したことにともない、後継議長の選出がおこなわれた。これまでは市会議長は第1会派から選ばれるのが恒例となっており、その点では美延の後継議長も大阪維新の会の議員（同会が推したのは福島真治市議会議員）から選ばれると見られた。しかし、不信任決議を受けて辞任した美延の後継議長を同じ大阪維新の会から出すことに、同会以外の全会派が反対し、選挙の結果、第3会派の自民党の木下吉伸が新議長に選ばれた。この結果、大阪維新の会は大阪市会議長の座を失うこととなった。
    - 大阪市会議長は「大阪都構想」を議論する大阪府・市法定協議会の副会長を務めている。12月20日の協議会において、副会長として新市会議長の木下吉信市議（自民党）が選出された。同構想に批判的な自民党の議員が市会議長・法定協議会副会長に選出されたことにより、大阪都構想の実現に暗雲がたちこめることとなった。
    - 当初、大阪維新の会は、大阪府・市法定協議会の副会長ポストが大阪市議会議長の兼務であった従来の慣例を無視し、同ポストが同会会長（大阪維新の会の浅田均・府議会議長）の指名であることを理由に、たとえ市議会議長ポストを失ったとしても副会長ポストは手放さない構えを示していた[30]。
- 2014年（平成26年）
  - 1月19日 - 大阪府貝塚市長選挙が告示された。大阪維新の会はそれまで大阪府下の首長選には積極的に候補を立ててきていたから、今回の貝塚市長選の対応に注目が集まったのであるが、結局は同会は候補者を立てることを断念し、「不戦敗」となった。この選挙では無所属で現職の藤原龍男の他には立候補者がなかったため、藤原が無投票再選を決めた[31]。
    - 従来から藤原は大阪維新の会の看板政策である大阪都構想について「マイナスの影響が明らかに出た時点では明確に反対の意見を述べたい」として、同構想および大阪維新の会とは距離を置く態度を示している。
    - これまで大阪維新の会は、看板政策である大阪都構想に賛同する政治家を積極的に支援するとともに、代表の橋下徹が「僕は酢豚のパイナップルと共産党だけは大っ嫌い。どう考えても、共産党とは一緒にやっていけない」[32]と語り、さらに2013年9月29日の堺市長選挙では共産党が無所属の竹山修身（自民支持、民主推薦）を自主的に支援したことをもって、竹山のことを「実質的には共産党」として激しく攻撃していた。

  - 1月31日 - 大阪維新の会の看板政策である大阪都構想の区割りを議論するための大阪府・大阪市の法定協議会が開催された。ここで大阪市長橋下は大阪市分割案4案を1案に絞り込むとの提案の採決を迫ったが、大阪維新の会を除く全会派が反対に回った。これは、大阪都構想実現のために不可欠であった公明党の協力を得られないことを意味しており、日程的にも、大阪維新の会が目指していた2015年春の大阪都実現は不可能となった[33]。
    - 同年6月25日に堀口和弘、澤田貞良、小林雄志の3府議が党執行部に対する不満などを理由として維新の会からの離党と会派離脱届を提出した[34]が、これについて、「会派勢力が変わるのを避けるため」として7月いっぱいの会派離脱を認めない方針を示した。3氏が会派を離脱することで都構想の法定協議会の維新の委員枠が減ることや、府議会運営委員会の委員枠で維新が過半数割れを起こし、大阪都構想づくりの協定書策定が遅れるのを避けるためとみられている[35]。3氏の処分については当初は橋下代表が「単に議員を続けたいだけ。いなくなった方が維新にとってプラスだ」と発言するなど厳しい対応を行うとみられていた。
- 2015年（平成27年）
  - 4月12日 - 第18回統一地方選挙の前半戦において、大阪府議会及び大阪市会と堺市議会の第1党の地位を維持した。ただし、府議会においては目標としていた過半数は確保できなかった。
  - 4月26日 - 第18回統一地方選挙の後半戦において、吹田市長選挙で推薦候補の現職・井上哲也が、自民・公明が推薦した新人で元市部長の後藤圭二に敗れ落選。八尾・寝屋川の2市においても推薦した新人候補が敗れた。
  - 5月17日 - 大阪維新の会が主唱した「大阪都構想」の是非を問う大阪市特別区設置住民投票が大阪市で実施された。投票の結果、反対70万5585票、賛成69万4844票。1万741票の僅差で「反対」が僅かに上回り、この構想は廃案となった。この結果を受け、大阪市長兼大阪維新の会代表の橋下徹は同年12月の市長任期満了とともに政治家から引退することを表明した。
  - 8月2日 - 守口市市長選挙で現職の西端勝樹が再選。
  - 8月30日 - 枚方市長選挙で大阪維新の会の推薦候補である伏見隆が初当選。
  - 9月15日 - 顧問の中野隆司・柏原市長が自身の不倫問題を受けて顧問の辞任を申し出、受理される[36][37]。
  - 10月16日 - 朝日放送にてコメンテーターを務める藤井聡の出演が、政治的公平性の求められる放送法に違反するとして、BPO（放送倫理・番組向上機構）に審議を申し立てた[38]。大阪維新の会は審議申し立てと共に藤井聡が大阪府知事選挙、大阪市長選挙に出馬予定の栗原貴子、柳本顕などに送信したメールを公開。そのメールには、番組で使用するパネルを変更させたことや、両氏へのアドバイスが書かれていた[39]。同月17日、藤井聡はメールを自身が送信したと認めたうえで「私信であるメールを公開されただけでも遺憾だが、一体、どういった経緯で入手したのか。公党による窃盗の疑義すらある」と不快感を示した[40]。大阪維新の会は、メールは信頼し得る者から入手したと述べている[39]。
  - 11月22日 - 大阪府知事選挙、大阪市長選挙にて大阪維新の会公認の松井一郎、吉村洋文がそれぞれ当選[41]。
  - 12月13日 - 未明、大阪維新府議（摂津市選挙区）が泥酔状態でタクシーの座席を蹴り、摂津警察署に保護された[42]。大阪維新の幹事長（府議長）今井豊は「事実調査し、厳正処分する」旨を述べている[42]。
- 2016年（平成28年）
  - 1月24日 - 2016年熊取町長選挙にて大阪維新の会公認の藤原敏司が初当選[43]。
  - 7月24日 - 門真市市長選挙で、大阪維新の会の前府議、宮本一孝が無所属新人の川本雅弘を破り、宮本一孝の辞職に伴う府議補選でも大阪維新の会新人泰江征樹が、自民新人大西康弘、共産新人の吉松正憲を破り、それぞれ当選。
- 2017年（平成29年）
  - 1月15日 - 四條畷市市長選挙で、大阪維新の会が支援する現職土井一憲が、新人候補に敗れ落選。
  - 2月12日 - 2017年柏原市長選挙にて大阪維新の会推薦の冨宅正浩が初当選[44]。
  - 9月24日 - 堺市市長選挙では、現職竹山修身市長が3月に立候補を表明する中、大阪維新の会は候補者調整に難航し、最終的に永藤英機元大阪府議を擁立した。「連敗は許されない」として、党代表の松井一郎府知事が選対本部長に名乗り出て、大阪維新の会・日本維新の会所属のすべてに協力を呼び掛けた。これに対し、自民党と民進党、社民党、日本のこころの4党が竹山修身を推薦。竹山陣営には自民党からは石破茂元幹事長や中谷元元防衛大臣、民進党からは辻元清美衆議院議員、枝野幸男衆議院議員、福山哲郎参議院議員らが応援にかけつける異例の選挙戦となり、共産党も党を挙げて竹山氏を自主支援した。一方、時間と知名度不足の永藤英機はマニフェストに都構想を盛り込まず、議論もしないという立場をとった。前回に続き、反「維新」を掲げるた現職の竹山修身が再選。約2万票差と前回より票差を縮めたが、堺市長選挙で連敗を喫することとなった。また同時に行われた補欠選挙では、自民党と民進党・共産党が別々の候補を擁立する中、府議補選（堺区）、市議補選（南区）ともに、大阪維新の会が勝利している。
  - 10月26日 - 橋下徹が法律顧問に就任[45]。
- 2018年（平成30年）
  - 2月4日 - 岸和田市長選挙で、大阪維新の会公認の永野耕平が、前市長の信貴芳則と元市議の西田武史の無所属2人を破り、初当選。また、岸和田市議会議員補欠選挙では宇野しんごが初当選。
  - 9月2日 - 松原市議会議員選挙で現職1人新人2人の計3名当選。
- 2019年（平成31年/令和元年）
  - 3月3日 - 2019年豊能町長選挙にて大阪維新の会公認の塩川恒俊が無所属（自民系）で元町議長の橋本謙司氏と西川隆夫を破り、初当選。
  - 4月7日 - 松井一郎大阪府知事と吉村洋文大阪市長が辞職願を提出して、大阪府知事選挙に吉村洋文が大阪市長選挙に松井一郎がそれぞれ立候補した（この選挙は「出直しクロス選挙」と表現された）。同日に第19回統一地方選挙（大阪府議会議員選挙・大阪市議会議員選挙・堺市議会議員選挙）が行われ、大阪府知事選挙に吉村洋文が大阪市長選挙に松井一郎がそれぞれ当選し、大阪府議会で単独過半数、大阪市議会と堺市議会で第一党となった。
  - 4月21日 - 第19回統一地方選挙の後半戦が行われた。大阪維新が公認候補を擁立した池田、吹田、八尾の3市長選のうち、八尾市長選挙では大阪維新の会公認の大松桂右が現職の田中誠太らを抑えて初当選し、池田市長選挙では冨田裕樹が倉田薫市長の長男で元市議の倉田晃を破り初当選した。吹田市長選では維新候補が現職の後藤圭二に敗れた[46]。市議選では2015年4月の前回統一選では、維新は全17市議選（1市議選は無投票）で計32人を擁立し全員当選を果たしたが、今回は候補者をほぼ倍増して臨んだ。府内の全17市議選のうち16市議選でトップ当選を果たし、公認した68人のうち67人が議席を獲得、そのほとんどが上位当選した。前回は岸和田や藤井寺など5市議選で候補を用意できなかったが、今回立候補がなかったのは高石市議選のみで、府内全域で議員を増やし躍進。また八尾市議会では第1党となった[47]。
  - 5月17日 - 同年4月7日実施の大阪市議選で車上運動員（ウグイス嬢）を手配するための報酬を会社役員に渡したとして、同党所属の大阪市会議員の不破忠幸が公職選挙法違反容疑で大阪府警察に逮捕された[48]。
  - 6月9日 - 竹山修身市長の辞職に伴う堺市長選挙にて、大阪維新の会公認の永藤英機が無所属（自民系）で元市議の野村友昭らを破り、初当選。 これにより維新は、大阪府知事･大阪市長･堺市長の大阪のトップ3を初めて独占する形となった。
  - 6月16日 - 全体会議において代表代行の役職が新設され吉村が就任。吉村が務めていた政調会長の後任には大阪市議の守島正が就いた[49]。
- 2020年（令和2年）
  - 4月12日 - 太子町長選挙では、大阪維新の会公認で新人の田中祐二が現職で4選を目指した浅野克己らを破り、初当選を果たした[50]。 また、同日に行われた現職福岡洋一との一騎打ちとなった茨木市長選挙で公認候補の寺元博昭が落選する一方、同市議会議員補欠選挙では公認候補の2人が当選した。
  - 4月19日 - 結党10周年を迎えた。伸び悩む地域政党が多い中で、維新は曲折を経ながらも、地元・大阪で強い支持を受け、大阪市を廃止し特別区を設置する「大阪都構想」の2度目の住民投票実施を確実にしている[51][52][53][54][55]。
  - 5月12日 - 羽曳野市長選挙にて大阪維新の会公認の山入端創が現職の北川嗣雄を破り初当選した。同日の河内長野市長選では擁立した候補が敗れた。
  - 8月23日 - 箕面市長選挙にて大阪維新の会公認で新人の上島一彦が無所属の新人で、共産党が推薦する住谷昇らを破り、初当選を果たした。また、同日に行われた箕面市議会議員選挙では、大阪維新の会公認の候補6名が1位から6位までを独占し当選を果たした[56]。
  - 10月18日 - 忠岡町長選挙において大阪維新の会公認の杉原健士が無所属の森政雄を破って初当選した。
  - 11月1日 - 大阪市廃止・特別区設置の住民投票が行われ、再び反対多数で否決。同日に松井は自身の市長任期が満了する2023年4月限りで政界を引退する意向を示した[57]。同日に行われた阪南市長選挙では、前回は大阪維新の会推薦で当選した水野謙二が同党公認で当選した[58]。
  - 11月21日 - 全体会議が開催され、松井一郎が代表を辞任した。後任を決める初の代表選挙では、代表代行を務める大阪府知事の吉村洋文と大阪市議会議員の片山一歩が立候補し、所属議員や首長による投票の結果、吉村232票、片山11票で吉村が新代表に選出された[59]。その後、吉村が幹事長に大阪府議会議員の横山英幸、政調会長に守島（続投）、総務会長に大阪市議会議員の岡崎太を指名し全体会議にて選出され、執行部の平均年齢が53歳から44歳と世代交代が進んだ[60]。
- 2021年（令和3年）
  - 8月25日 - 党創設メンバーの一人でもある今井豊副代表（大阪府議）が、貝塚市長の藤原龍男から違法献金を受け取っていたとデイリー新潮が報じた事を受け、同日付で日本維新の会および大阪維新の会を離党した[61][62]。翌日には府議についても辞職した[63]27日、日本維新の会および大阪維新の会は、離党届の受理を取り消し、除名処分とした[64]。
  - 8月29日 – 池田市長選挙にて大阪維新の会公認で新人の滝沢智子が自民党や立憲民主党が支援する候補らを破り、初当選した。大阪府内では初めての女性市長となる[65]。
- 2022年（令和4年）
  - 1月30日 – 貝塚市長選挙にて大阪維新の会公認で新人の酒井了が自民党と立憲民主党が推薦する候補を破り、初当選した。[66]。また、同日に行われた岸和田市長選挙では、大阪維新の会公認で現職の永野耕平が共産党が推薦する候補らを破り再選した。
  - 3月30日 - 前述の今井が献金を政治資金収支報告書に記載したことで、党側は違法状態は解消されたと判断し、「本人の名誉回復のため」として同日付で除名処分を撤回した[67]。
  - 3月31日 - 党創設者で政界引退後も党法律顧問を務めていた橋下徹が顧問契約を終了[68]。
  - 4月24日 - 泉南市長選挙にて、山本優真が無所属の候補を破り、初当選した[69]。山本は、平成2年（1990年）生まれであり、全国初めての平成生まれの首長となった（現職市長でも前述した四條畷市長の東を抜き、最年少となった）。
- 2023年（令和5年）
  - 2月14日 - 豊能町長選挙にて大阪維新の会公認の上浦登が、無投票で初当選した[70]。
  - 4月9日 - 第20回統一地方選挙前半戦の投開票が行われ、大阪府知事選では吉村が再選、大阪市長選では新人の横山英幸が当選した[71]。大阪府議選では9議席増、大阪市議選では6議席増となり、いずれも単独過半数を獲得。大阪市会での単独過半数は初となる[72]。
  - 4月23日 - 統一地方選後半戦では、維新は府内の7つの市長選で公認候補を擁立。守口市では新人が無投票当選となったほか、八尾、大阪狭山では維新の現職が再選。高石では維新の新人が当選した。一方、吹田、高槻、寝屋川では維新の新人が現職に敗れた。吉村は3市長選での敗北について「現職の市長が実績を積んできたことに尽きる。それぞれの市で何が課題なのか判断していく必要がある」と述べた[73]。
  - 6月4日 - 現職の永藤英機の任期満了に伴う堺市長選挙において、前回の対抗馬である無所属（自民、立憲、共産ら自主支援）で元堺市議の野村友昭との一騎打ちを再び制して2期目の当選。僅差で制した前回よりも得票数の差を大きく広げ、6割を超える得票で再選した。
- 2024年（令和6年）
  - 4月21日 - 同日投開票の大東市長選挙において、擁立した公認候補が無所属新人の逢坂伸子に敗れた。日本維新の会幹事長の藤田文武の地盤である大阪12区内の市長選挙では四條畷・寝屋川に続く3連敗となり、党内に衝撃が広がった[74]。維新は2023年6月に次期衆院選を見据え公明党との小選挙区での棲み分けを解消しており[75]、公明党が水面下で支援する逢坂に対し、維新は候補者の擁立が難航。維新が誘致を主導した2025年日本国際博覧会（大阪・関西万博）の会場建設費の増額問題への風当たりもあり、情勢は好転しなかった[76]。
  - 6月30日 - 河内長野市長選挙が告示されたが、維新は候補者の擁立を断念し、前自民党府議の西野修平が無投票当選した[77]。
  - 7月28日 - 西野の辞職に伴う大阪府議補選（河内長野市選挙区）が行われ、維新公認候補が前自民党市議に敗れた[78]。党幹事長の横山英幸（大阪市長）は敗因について、万博会場の建設費増額への批判や、日本維新の会が推薦した斎藤元彦兵庫県知事の告発文書問題を挙げた[77]。
  - 8月25日 - 箕面市長選の投開票が行われ、維新現職の上島一彦が前自民党府議の原田亮に敗れ落選した[79]。維新としては結党以来初めて、公認した現職首長が敗れる事態となった[80]。
  - 9月22日 - 大阪府議補選（摂津市選挙区）の投開票が行われ、維新の公認候補は141票差で落選した。維新が同選挙区で敗れるのは2010年の結党以来初めて[81]。同日投開票の摂津市長選挙では維新の公募に漏れた中川嘉彦府議が同党を離党し立候補したため、維新は市長選での候補者擁立を断念し[82]、中川の辞職に伴う府議補選に注力していた。また、中川も元自民党市議の嶋野浩一朗に大差で敗れた[83]。
  - 10月28日 - 阪南市長選挙の投開票が行われ、維新現職の水野謙二が新人で元市議の上甲誠に敗れ落選。維新の現職が立候補した首長選挙では箕面市長選に続く敗北となった[84]。
  - 11月19日 - 任期満了に伴う代表選挙が実施され、現職の吉村洋文が豊中市議の中野宏基を破り再選した[85]。
  - 12月8日 - 女性から性的関係を巡って損害賠償を求める訴訟を起こされ、解決金を支払うことで和解した岸和田市の永野耕平市長に対する離党勧告処分を決定した。永野から3日付で提出されていた離党届を同日中に受理する[86]。

## 名称
「維新の会」という名称は、大前研一が1992年に結成した「平成維新の会」を参考にしており、橋下は大阪維新の会の結成にあたり、大前に名称の使用許可を確認した。
大阪府政において、「大阪維新」という名称を用いたものには、古くは2000年代初頭に設置された「大阪維新電信室」がある。これは府庁内のネットワーク上のホームページの名称で、職員が業務改善等を書き込む用途に用いられていたが、現在の大阪維新の会とは直接の関係はない。橋下が知事就任後の2008年6月に府は「『大阪維新』プログラム（案）」と呼ばれる府政改革案を出しており、大阪維新の会結成前は大阪維新といえば主にこのプログラムを指す言葉であった。
2009年2月には吹田市議会議員（当時）の神谷宗幣が中心となり、当時の橋下知事と大阪府下の若手市議が子どもの教育や学力について話し合う「大阪教育維新を市町村からはじめる会（教育維新の会）」が結成されており、神谷は、「大阪維新の会」の結党時にも誘われたが、方向性の違いから参加を断ったとし、「維新という名前を付けたのは僕なんです」と主張している。
知事時代から橋下のブレーンを務め、大阪都構想の理論的支柱でもある慶應義塾大学総合政策学部教授の上山信一は、『「大阪維新」とは国からの独立（軍事、外交、金融などを除く）を目指す地域の革命運動・反体制運動であり、大阪都構想は大阪維新の一手段に過ぎない』と述べている。
かつては、大阪維新の会や橋下と直接のかかわりが無いにもかかわらず、「○○維新の会」を名乗る政治団体が全国各地に多数結成され、特に大阪では大阪維新の会と関係のない「○○維新の会」が地方選挙で当選する例が多数出ていた。
その中には、大阪維新の会との関係を誤解した市民がこれらの政治団体や候補者に票を投じた例もあることから、一部の市民からは「だまし」、「税金泥棒」と批判されている。中には大阪維新の会と関係のない「○○維新の会」が大阪府内の選挙において公約や街宣車演説で「大阪都構想の推進」を掲げたり大阪維新の会と類似したポスターを使用するなど、大阪維新の会と酷似する選挙活動を行っている例もある。
こうした事態に橋下元代表は、「非常に困惑しているが、やめろという権利もない。勝手に名前を使う人たちと連携するつもりはない」と話していた。
もっとも、どの政治団体も「○○維新の会」を名乗ることは合法である。維新勢力が国会議員5人以上の要件によって国政政党（「日本維新の会～維新の党～おおさか維新の会～日本維新の会）が2012年10月以降に存在してからは国政政党と同一名称及び類似名称とする政治団体の設立は違法となった。しかし、同一名称の国政政党が存在する以前に設立した政治団体は存続が可能であり、2017年奈良市議選では国政政党「日本維新の会」と全く関係のないが国政政党「日本維新の会」が存在しない期間に届け出た政治団体「日本維新の会」の候補が最下位当選した事態が発生している）。2016年・2020年福山市議選でも国政政党「日本維新の会」と全く関係のない別団体「福山維新の会」を名乗る候補が立候補し、1名当選している。

## 政策

### 経済政策
- 法人税の引き下げによる企業誘致・雇用増加の実現。大阪府と大阪市が連携し、特区税制を活用。大阪に進出した企業に対し、35.6％の法人税を23.7％とする措置を実施する[102]。
- 「バッテリー戦略研究センター」や「電力インフラシステム」を整備し、パナソニック等の電池工場や研究・開発拠点などを支援。全国のリチウムイオン電池、太陽電池モジュールの6割を生産している関西の成長分野（バッテリー産業）を府と市が協力し育成する[103]。
- 関西のGDPの27.4％を占める医療品関連産業の潜在能力を具現化すべく、大阪府と大阪市で「医療戦略会議」を設置し、「北大阪に医療品医療機器総合機構、治験センターを創設。低分子医薬品の創薬促進。介護機材やサービスの高度化。」など21の政策を実現する[104]。

### 行政改革
- 大阪府議会議員定数削減。大阪府議会の議員定数を109から88に削減した。維新が教職員に「君が代の起立斉唱を義務づける条例」案を提出したことから、公明、自民、民主、共産が反対。公明は、維新案を「廃案」に持ち込む為に、議場入り口で維新議員の議会入場を妨害した為、採決が2011年6月4日未明となった[105][注 5]。また、2022年2月24日には88議席から79議席まで削減する条例が可決し、2023年4月に行われる府議会議員選挙から適用された[注 6][注 7]。
- 職員基本条例 - 職員評価や処分厳格化を規定した。職員評価に相対評価を導入し、部長級ポストの公募や職務命令に違反した際の処分厳格化を定めた。
- 政治的中立条例 - 大阪市長選挙中に現職市長及び候補者の政策的な主張に関する広報活動をすることを禁止。
- 政治活動規制条例 - 職員の政治活動を国家公務員並みに規制する条例。職員が政治団体の機関紙を発行・配布することなど10項目を禁止[106][107]。
- 広域行政一元化条例 — 広域行政一元化を目的として大阪市の都市計画権限を大阪府に移管すること等を規定した条例。

他、議員・職員・知事・市長の給料・ボーナス・退職金のカット。職員数の削減。遊休資産等の土地建物の売却。公的施設の競争入札・外郭団体などの補助金カット・廃止・民営化等。
- 大阪市立環境科学研究所と大阪府立公衆衛生研究所の統合関連条例 - 機能の重複する市立環境科学研究所と府立公衆衛生研究所を統合。

### 教育関連
- 大阪市内の小中学校の給食無償化を実現。全国の政令指定都市で初めて実現した。親が経済的に困窮し、満足に食事が取れない「子供の貧困」が社会問題化する中、栄養ある日々の給食を無償提供することで、教育費がかさむ子育て家庭を支援し、子供の成長を支えるのが目的。
- 子どもが親の経済状況に左右される現実を是正する為、行政が可能な限り教育費や医療費を負担し、一人一人が社会に出た時に自立した生活が送れる様に支援を行う、これにより更なる税収増を実現し、高齢者や社会的弱者を救済する[108]。
- 全国的に見ても先進的な「公立高校無償化」と「私立高校無償化」世帯年収万円以下の生徒が対象。補助金で無償化を実施。各校が給付型の奨学金を創設するなどして負担する仕組みも制度化。
- 「中学塾代補助制度」毎月1万円支給するバウチャー制度。（大阪市）
- 「段階的幼児教育無償化制度」（大阪市・門真市・守口市など）
- 「中学3年までの医療費無料化」
- 「授業用タブレット端末導入と教室のクーラー設置」「日本初の市立中高一貫校開設」（大阪市）など教育政策を推進している。
- 国旗国歌条例 - 国旗国歌条例公立学校における君が代斉唱・国旗掲揚時に教職員に起立を義務付けることや公立施設での国旗掲揚を定めている。
- 自虐史観的な教科書の見直し。2011年（平成23年）6月21日に、大阪維新の会の市議団は、愛国心や公共心育成を盛り込んだ改正教育基本法と新学習指導要領に沿った中学校教科書を採択する決議を求める要望書を大阪市教育委員会に提案。その際に、検定に合格した教科書には自虐史観的な記述が見られるとして、新しい歴史教科書をつくる会のメンバーが執筆した自由社の「新しい歴史教科書」や「日本教育再生機構」のメンバーが執筆した育鵬社の教科書が「最も改正教育基本法の趣旨に沿った内容」であると判断している[109][110]。
- ピースおおさかの正常化[111]。20年間も続けられていた不適切な展示を是正した[112]。
- 教育基本条例 - 教育への関与を強め、校長の権限強化や保護者の学校運営参加を定める条例。府教委と協議して教育目標となる教育振興基本計画を作成すると規定。教育委員の罷免権を持つことも明文化した。学区廃止や校長の権限強化、保護者らによる学校評価を導入。
- 家庭教育支援条例案。2012年（平成24年）4月 - 大阪市議団は、子育て支援や、親の虐待防止、モンスターペアレントの出現を防ぐこと[113]などを目的として、保護者の1日保育士・幼稚園教諭体験、中学生から大学生までに保育園での体験学習の義務化、発達障害の予防に関する家庭教育推進計画の策定を盛り込んだ「家庭教育支援条例案」を提出する方針を決めた[114]。違反した場合の罰則規定はない[115]。条例案の原案に「乳幼児期の愛着形成の不足が軽度発達障害またはそれに似た症状を誘発する大きな要因」「虐待、非行、不登校、引きこもりに深く関与している」と明記されていたことから、主に先天的なものとされている発達障害と虐待などが同列に扱われ、人権侵害だと批判が噴出[116]。5月7日、大阪維新の会市議団は市民からの批判が相次いだとして条例案を白紙撤回した[117]。

### 治安関連
- 性犯罪対策条例 - 子どもへの性犯罪の前科がある人に、刑期終了後に住所などの届け出を義務付ける。
- 朝鮮学校への補助金停止。大阪府は、昭和49（1974）年度以降、朝鮮学校の運営母体に毎年補助金を交付。最盛期には年２億円以上の補助金を交付していた。「不法国家の北朝鮮と結びつく朝鮮総連に学校が関係しているなら、税金は入れられない」とし、補助金を停止した[118]。
- 覚せい剤の密売人の取り締まりを強化。環境浄化への本腰を入れた。密売人が場所を移しても、摘発を続けた結果。2015年7月には覚せい剤の路上密売が止んだ[119][120]。
- 薬物乱用防止条例 - 危険ドラッグの使用・使用を目的とした所持に罰則規定を設けた。
- ヘイトスピーチ条例 - 大阪市の審査会がヘイトスピーチであると認定した発言を行った団体の名称・氏名をホームページで公開。全国初のヘイトスピーチ条例。

## 日本維新の会との関係

### 日本維新の会の母体・ 大阪府総支部として
大阪維新の会は、国政政党である日本維新の会の母体であり、同政党の大阪府総支部でもある。日本維新の会には、多数の党幹部、国会議員を輩出している。そのため、以前の党規約では、大阪維新の会が兵庫維新の会や京都維新の会といった他の都道府県総支部よりも、はるかに強い権限を持っていた。

### 維新八策
2012年には維新八策と呼ばれる国政への提言を行い、その提言は当時の国政政党日本維新の会の政策にも反映されていた。名称の由来は、幕末期に坂本龍馬が起草したとされる船中八策。
「維新八策」の概要は以下の通り。
1. 統治機構の作り直し
地方分権、首相公選制、参議院廃止、道州制、消費税の地方税化、大阪都構想など
2. 財政・行政・政治改革
小さな政府、国民総背番号制、歳入庁の創設、衆議院議員を240人に削減、政党交付金の3割削減、ネット選挙の解禁など
3. 公務員制度改革
能力・実績主義、人事院制度廃止、人件費削減、身分保障廃止、人事権一元化、政治任用制度、選挙活動制限など
4. 教育改革
教育委員会制度の廃止、学校選択の保障、校長権限の強化、教育バウチャー制度、労働組合活動の総点検など
5. 社会保障制度改革
社会保障給付費の積立方式、生活保護費の現物支給、年金の一元化・積立方式化、高齢者の自助優先、医療保険の一元化、混合診療の解禁など
6. 経済政策・雇用政策・税制
競争力重視の自由経済、自由貿易圏の拡大（TPP参加、FTA拡大）、脱原発依存、人材流動化（解雇規制の緩和）、正規雇用・非正規雇用の格差是正、外国人人材・女性労働力の活用、負の所得税、フラットタックスなど
7. 外交・防衛
日米同盟基軸、沖縄の負担軽減、PKOへの参加強化、土地売却等の外国人規制など
8. 憲法改正
憲法改正発議要件（96条）を2/3から1/2へ、首相公選制、参議院廃止、地方条例の上書き権（94条）など

## 役員
2025年7月31日現在
| 役職名                           | 役職名                           | 氏名       | 所属       |
| -------------------------------- | -------------------------------- | ---------- | ---------- |
| 代表                             | 代表                             | 吉村洋文   | 大阪府知事 |
| 代表代行 刷新本部長              | 代表代行 刷新本部長              | 横山英幸   | 大阪市長   |
| 副代表 府市連携担当              | 副代表 府市連携担当              | 山下昌彦   | 大阪市議   |
| 副代表 選挙対策本部長            | 副代表 選挙対策本部長            | 森和臣     | 大阪府議   |
| 副代表 関西地方議員連携担当      | 副代表 関西地方議員連携担当      | 鈴木憲     | 大阪府議   |
| 幹事長                           | 幹事長                           | 杉江友介   | 大阪府議   |
| 幹事長代行                       | 幹事長代行                       | 竹下隆     | 大阪市議   |
| 幹事長代理 （大和川以北支部）    | 幹事長代理 （大和川以北支部）    | 杉村幸太郎 | 大阪市議   |
| 幹事長代理 （大和川以南支部）    | 幹事長代理 （大和川以南支部）    | 西田浩延   | 堺市議     |
| 幹事長代理 選挙対策本部 事務局長 | 幹事長代理 選挙対策本部 事務局長 | 上田健二   | 大阪府議   |
| 副幹事長                         | 副幹事長                         | 中野宏基   | 豊中市議   |
| 〃                               | 〃                               | 梅村正明   | 守口市議   |
| 〃                               | 〃                               | 井越智嘉代 | 東大阪市議 |
| 〃                               | 〃                               | 鍋谷悟     | 松原市議   |
| 〃                               | 〃                               | 前川和也   | 忠岡町議   |
| 政調会長                         | 政調会長                         | 高見亮     | 大阪市議   |
| 政調会長代理                     | 政調会長代理                     | 紀田馨     | 大阪府議   |
| 〃                               | 〃                               | 加藤慎平   | 堺市議     |
| 副政調会長                       | 副政調会長                       | 奥大輔     | 寝屋川市議 |
| 〃                               | 〃                               | 横尾しずか | 豊中市議   |
| 〃                               | 〃                               | 竹本真琴   | 羽曳野市議 |
| 〃                               | 〃                               | 飯阪光典   | 和泉市議   |
| 総務会長                         | 総務会長                         | 黒田真梨子 | 大阪市議   |
| 総務会長代行                     | 総務会長代行                     | 中川誠太   | 大阪府議   |
| 総務会長代理 財務局長            | 総務会長代理 財務局長            | 札場泰司   | 堺市議     |
| 副総務会長                       | 副総務会長                       | 中岡佐織   | 岸和田市議 |
| 〃                               | 〃                               | 藤井載子   | 堺市議     |
| 〃                               | 〃                               | 市來隼     | 大阪府議   |
| 〃                               | 〃                               | 柳生駿祐   | 四條畷市議 |
| 〃                               | 〃                               | 金子恵美   | 大阪市議   |
| 首長団代表                       | 首長団代表                       | 宮本一孝   | 門真市長   |
| 綱紀委員会 委員長                | 綱紀委員会 委員長                | 岩木均     | 大阪府議   |
| 広報局長                         | 広報局長                         | 藤田暁     | 大阪市議   |

### 歴代の役員表
| 代表     | 代表代行 | 幹事長   | 幹事長代行 | 政調会長 | 総務会長   | 就任年月   |
| -------- | -------- | -------- | ---------- | -------- | ---------- | ---------- |
| 橋下徹   |          | 松井一郎 |            | 浅田均   | 井上哲也   | 2010年4月  |
| 橋下徹   | 東徹     | 松井一郎 | 2011年6月  | 浅田均   |            |            |
| 橋下徹   | 東徹     | 松井一郎 | 岩木均     | 浅田均   | 2013年3月  |            |
| 松井一郎 | 今井豊   | 鈴木憲   | 吉村洋文   | 岩木均   | 2015年12月 |            |
| 松井一郎 | 今井豊   | 森和臣   | 吉村洋文   | 鈴木憲   | 2018年5月  |            |
| 松井一郎 | 今井豊   | 森和臣   | 吉村洋文   | 鈴木憲   | 守島正     | 2019年6月  |
| 松井一郎 | 今井豊   | 木下誠   | 吉村洋文   | 岩木均   | 守島正     | 2020年6月  |
| 吉村洋文 | （空席） | 横山英幸 | 森和臣     | 岡崎太   | 守島正     | 2020年11月 |
| 吉村洋文 | （空席） | 横山英幸 | 森和臣     | 岡崎太   | 杉江友介   | 2022年2月  |
| 吉村洋文 | （空席） | 横山英幸 | 角谷庄一   | 岡崎太   | 杉江友介   | 2023年7月  |
| 吉村洋文 | 横山英幸 | 杉江友介 | 角谷庄一   | 岡崎太   | 佐々木理江 | 2024年11月 |
| 吉村洋文 | 横山英幸 | 杉江友介 | 竹下隆     | 高見亮   | 黒田真梨子 | 2025年7月  |

| 代 | 氏名     | 在職期間               |
| -- | -------- | ---------------------- |
| 1  | 橋下徹   | 2010年4月- 2015年12月  |
| 2  | 松井一郎 | 2015年12月- 2020年11月 |
| 3  | 吉村洋文 | 2020年11月- 現在       |

## 所属政治家

### 首長
- 計：18名

| 人名     | 自治体       |
| -------- | ------------ |
| 吉村洋文 | 大阪府知事   |
| 横山英幸 | 大阪市長     |
| 永藤英機 | 堺市長       |
| 野田義和 | 東大阪市長   |
| 伏見隆   | 枚方市長     |
| 宮本一孝 | 門真市長     |
| 大松桂右 | 八尾市長     |
| 冨宅正浩 | 柏原市長     |
| 滝沢智子 | 池田市長     |
| 山入端創 | 羽曳野市長   |
| 酒井了   | 貝塚市長     |
| 山本優真 | 泉南市長     |
| 瀬野憲一 | 守口市長     |
| 畑中政昭 | 高石市長     |
| 古川照人 | 大阪狭山市長 |
| 藤原敏司 | 熊取町長     |
| 田中祐二 | 太子町長     |
| 上浦登   | 豊能町長     |

- 2025年3月31日現在[125]

#### 所属国会議員
2024年12月2日現在、所属国会議員数22名（衆議院議員19名、参議院議員3名）
| 衆議院議員             | 衆議院議員             | 衆議院議員               | 衆議院議員                 | 衆議院議員 |
| ---------------------- | ---------------------- | ------------------------ | -------------------------- | ---------- |
| 井上英孝 大阪1区、衆5  | 浦野靖人 大阪15区、衆5 | 馬場伸幸 大阪17区、衆5   | 遠藤敬 大阪18区、衆5       |            |
| 伊東信久 大阪19区、衆4 | 美延映夫 大阪4区、衆3  | 藤田文武 大阪12区、衆3   | 守島正 大阪2区、衆2        |            |
| 奥下剛光 大阪7区、衆2  | 漆間譲司 大阪8区、衆2  | 池下卓 大阪10区、衆2     | 中司宏 大阪11区、衆2       |            |
| 岩谷良平 大阪13区、衆2 | 青柳仁士 大阪14区、衆2 | 東徹 大阪3区、衆1（参2） | 梅村聡 大阪5区、衆1（参2） |            |
| 西田薫 大阪6区、衆1    | 萩原佳 大阪9区、衆1    | 黒田征樹 大阪16区、衆1   |                            |            |
| 参議院議員             |                        |                          |                            |            |
| 2025年改選             | 梅村みずほ 大阪、参1   |                          |                            |            |
| 2028年改選             | 浅田均 大阪、参2       | 高木佳保里 大阪、参2     |                            |            |

### 地方議員
- 計：245名

| 議会         | 人数 |
| ------------ | ---- |
| 大阪府議     | 48   |
| 大阪市議     | 40   |
| 堺市議       | 18   |
| 東大阪市議   | 8    |
| 八尾市議     | 8    |
| 豊中市議     | 8    |
| 枚方市議     | 7    |
| 高槻市議     | 6    |
| 箕面市議     | 6    |
| 茨木市議     | 6    |
| 門真市議     | 5    |
| 吹田市議     | 5    |
| 柏原市議     | 5    |
| 羽曳野市議   | 5    |
| 摂津市議     | 4    |
| 寝屋川市議   | 4    |
| 守口市議     | 4    |
| 大東市議     | 5    |
| 和泉市議     | 4    |
| 泉南市議     | 4    |
| 阪南市議     | 4    |
| 泉佐野市議   | 4    |
| 河内長野市議 | 4    |
| 豊能町議     | 4    |
| 池田市議     | 3    |
| 岸和田市議   | 3    |
| 藤井寺市議   | 3    |
| 交野市議     | 3    |
| 島本町議     | 3    |
| 松原市議     | 2    |
| 貝塚市議     | 2    |
| 四條畷市議   | 2    |
| 大阪狭山市議 | 2    |
| 忠岡町議     | 2    |
| 田尻町議     | 2    |
| 泉大津市議   | 1    |
| 富田林市議   | 1    |
| 岬町議       | 1    |
| 熊取町議     | 1    |
| 能勢町議     | 1    |
| 太子町議     | 1    |

- 2022年4月24日現在[125]

府内で所属地方議員がいないのは高石市、河南町、千早赤阪村のみである。

## 友好関係にある政治家
| 人名               | 人名               | 人名               | 市区町村   |
| ------------------ | ------------------ | ------------------ | ---------- |
| 千代松大耕（推薦） | 千代松大耕（推薦） | 千代松大耕（推薦） | 泉佐野市長 |
| 澤井宏文（推薦）   | 澤井宏文（推薦）   | 澤井宏文（推薦）   | 松原市長   |
| 田代堯（推薦）     | 田代堯（推薦）     | 田代堯（推薦）     | 岬町長     |

## 志士（サポーター）
- サポート会費 1口 1,000円[126]
  - 会費10口以上で「大阪維新オリジナルバッジ」が与えられる。

## 他政党との関係
2012年には、石原慎太郎を代表とする太陽の党と共同で日本維新の会を設立したが、その後内紛で日本維新の会と次世代の党に分裂した。
また2014年には、みんなの党から離党した議員らによって作られた結いの党と共同で維新の党を設立したが、こちらも内紛に至り、その後袂を分かっている。
公明党との間では、大阪府政・大阪市政への協力を条件として、公明党の衆議院議員がいる関西の小選挙区に維新側が候補者を立てないという形で「共生関係」が築かれている。2012年（平成24年）の第46回衆議院議員総選挙では、大阪都構想への協力を条件に公明党の関西6小選挙区に候補者を擁立せず、公明党候補に推薦を出していた。
一方で、自民党大阪府連・立憲民主党大阪府連・日本共産党大阪府委員会とは、府政・市政・国政選挙・大阪都構想を巡り、激しい敵対関係にある。茨木市議会議員選挙において、元日本共産党市議であった岩本守を大阪維新の会は公認し、当選している。
国政政党以外では、名古屋市の地域政党である減税日本（2011年-2012年は国政政党）と協力関係にある。
また過去には、中京都構想を掲げる愛知県の地域政党である日本一愛知の会、現職・元職の地方首長・地方議員が中心の日本創新党、松山市の松山維新の会と協力関係にあった。（現在、日本一愛知の会は消滅。日本創新党とは日本維新の会結党時に合流。松山維新の会とは協力関係解消済み。）
2013年5月1日、沖縄の地域政党である政党そうぞうとの間で政策協定を締結した。

### 他党との二重党籍
2012年に国政に進出する以前の大阪維新の会は他党との二重党籍を容認しており、結成から約半年後の2010年9月時点では自民党籍を持つ大阪維新の地方議員は約90人いた。2010年9月16日に自民党大阪府連はこのうち39人と、翌年の統一地方選に維新から立候補予定の党員6人の計45人を離党勧告処分とし、同月26日までに45人は自民党に離党届を提出した。一方で自民党では2012年1月に府連会長の竹本直一が維新との二重党籍を容認する発言もしていた。2012年2月時点では大阪市会にみんなの党との二重党籍者が5人いたほか、日本創新党との二重党籍もあった。